# Catedral y Santuario Nacional de Nuestra Señora de la Candelaria
}}
La Catedral y Santuario Nacional de Nuestra Señora de la Candelaria es la catedral de la Arquidiócesis de Jaro. Se encuentra ubicada en el distrito de Jaro de la ciudad de Iloilo, en la provincia de Iloilo, en la isla de Panay, en la región occidental de Bisayas de Filipinas. Está bajo el patrocinio original de Santa Isabel de Hungría.
El santuario está construido con arquitectura de estilo románico. Una característica distintiva es que la torre del campanario se encuentra en una calle muy transitada, en la Plaza Jaro. Normalmente, los campanarios se construyen cerca de sus iglesias.

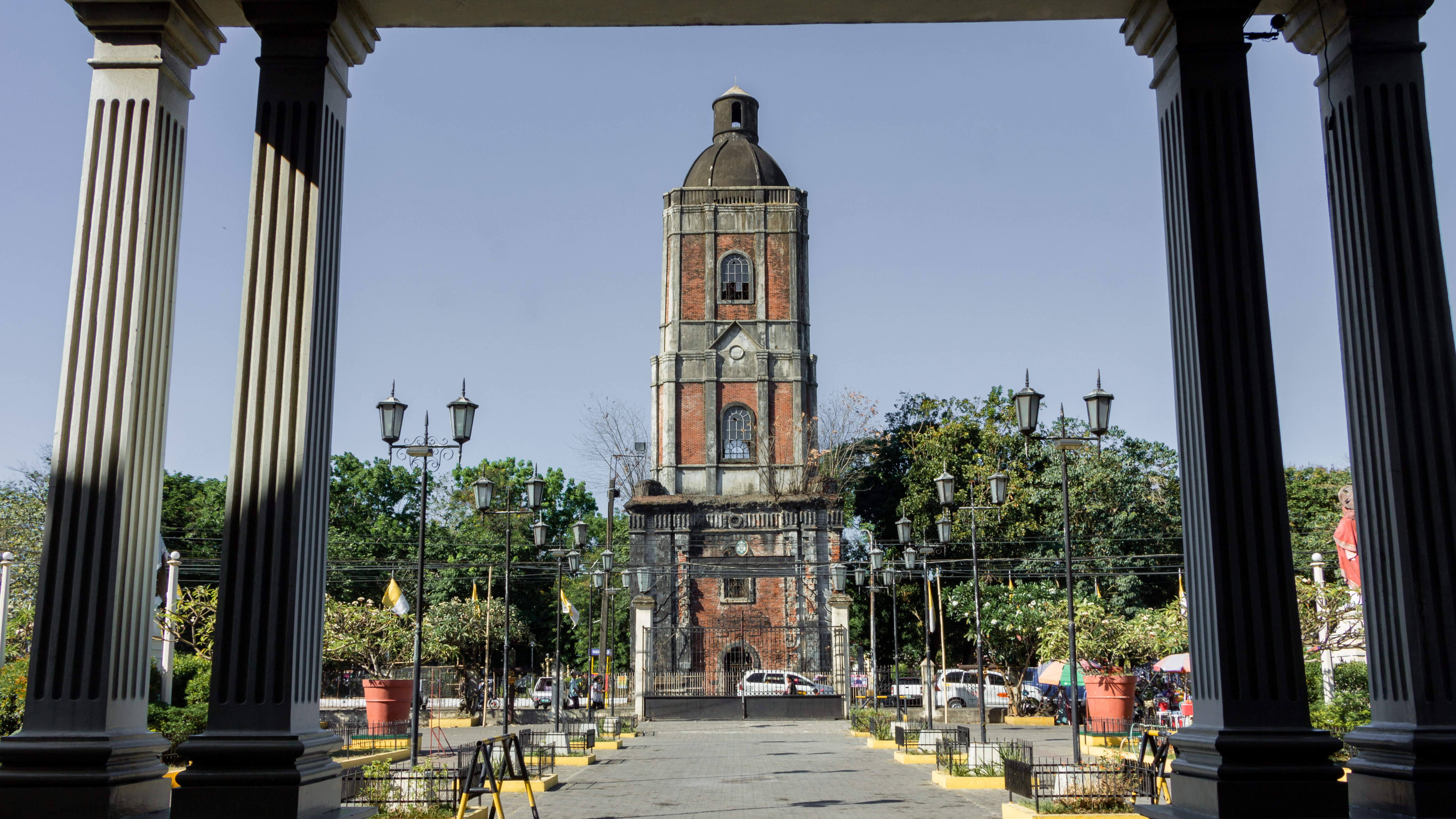
La torre campanario de Jaro antes de su renovación, vista desde la entrada de la catedral. La catedral de Jaro es de las pocas de su época cuya torre campanario está físicamente separada de su estructura principal.